# Al-Ansar Bejrut
Al-Ansar (arab. الأنصار) – libański klub piłkarski, grający obecnie w Libańskiej Premier League, mający siedzibę w mieście Bejrut, stolicy kraju. Został założony w 1951 roku. Jeden z najbardziej utytułowany klub Libanu. Ustanowił rekord świata, kiedy pomiędzy 1988 i 1999 zdobył nieprzerywanie 11 razy mistrzostwo kraju.

## Sukcesy
- Libańska Premier League: 13

1988, 1990, 1991, 1992, 1993, 1994, 1995, 1996, 1997, 1998, 1999, 2006, 2007
- Puchar Libanu: 12

1990, 1991, 1992, 1994, 1995, 1996, 1998, 1999, 2002, 2006, 2007, 2010
- Superpuchar Libanu: 4

1996, 1997, 1998, 1999
- Puchar Federacji Libanu: 2

1999, 2000
- Lebanese Elite Cup: 2

1997, 2000

## Skład na sezon 2014/2015
| Nr | Poz. | Piłkarz         |
| -- | ---- | --------------- |
| 1  | BR   | Hassan Moghnieh |
| 2  | OB   | Anas Abousaleh  |
| 4  | OB   | Tião            |
| 6  | PO   | Rabih Ataya     |
| 7  | NA   | Mohamad Ayoub   |
| 8  | OB   | Sami Al-Choum   |
| 9  | PO   | Mahmoud Kojok   |
| 10 | PO   | Mohamad Atwi    |
| 12 | NA   | Samer Gedaon    |
| 14 | OB   | Ahmad Khodor    |
| 15 | PO   | Kassem Laila    |

| Nr | Poz. | Piłkarz             |
| -- | ---- | ------------------- |
| 17 | NA   | Hussein Ibrahim     |
| 19 | NA   | Ali Jawad           |
| 20 | NA   | Nasrat Al Jamal     |
| 21 | OB   | Mohamad Hamoud      |
| 22 | BR   | Larry Mehanna       |
| 24 | NA   | Samer Shehade       |
| 25 | NA   | Kassem Manaa        |
| 31 | BR   | Ali Shahada         |
| 99 | NA   | Kassem Abou-Khechfe |
|    | PO   | Paulo Matos         |
|    | PO   | Fahd Aodi           |
|    | NA   | Prince Abedi        |